# Лустіно
Лустіно (рос. Лустино) — присілок Сафоновського району Смоленської області Росії. Входить до складу Барановського сільського поселення.
Населення — 6 осіб (2007 рік). 